# Автофинансы
Автофинансы — различные финансовые продукты, позволяющие кому-либо приобретать автомобиль, включая автокредиты и аренду.

## Покупка автомобиля
Самый распространённый способ покупки автомобиля в США — одолжить деньги, а затем погасить их в рассрочку. Более 85 % новых автомобилей и половина подержанных автомобилей финансируются (в отличие от единовременной оплаты наличными). Примерно 30 % новых автомобилей за тот же период арендуются.
Существует два основных способа заимствования денег для покупки автомобиля: прямой и косвенный. Прямой кредит — когда заёмщик договаривается с кредитором непосредственно. Непрямое (косвенное) финансирование организуется автосалоном, где приобретается автомобиль. Юридически косвенный «кредит» технически не является кредитом; когда покупатель автомобиля получает финансирование при содействии дилера, покупатель и дилер подписывают договор купли-продажи в рассрочку, а не кредитное соглашение. Затем дилер обычно продаёт или уступает этот договор банку, кредитному союзу или другому финансовому учреждению. Обычно дилер заранее знает, какое финансовое учреждение купит договор. Заемщик затем платит финансовому учреждению так же, как и за прямой кредит. Как правило, косвенный автокредитор устанавливает процентную ставку, известную как «ставка покупки». Затем автодилер добавляет наценку к этой ставке и представляет результат клиенту в качестве «ставки по контракту». Эти наценки были в центре внимания некоторых регулирующих органов, поскольку они могут вызывать колебания процентных ставок, которые не связаны с кредитным риском.
Примерно половина новых автомобилей в США финансируется за счет средств, выделяемых кэптивными инструментами финансирования производителей автомобилей, такими как Ford Motor Credit Company. Кэптивы имеют меньшую долю общего рынка финансирования автомобилей (новых и подержанных), наряду с банками, кредитными союзами и финансовыми компаниями. Небольшое количество автомобилей финансируется непосредственно через дилерские центры «Buy Here Pay Here» (в переводе «купи здесь, плати здесь»), которые обслуживают клиентов с субстандартным кредитом. Финансирование дилерских центров «Buy Here Pay Here» составляет 6 % от общего объёма финансирования
Варианты финансирования автомобилей в Великобритании также включают кредиты на покупку автомобиля, покупку в рассрочку, аренду, лизинг и персональную контрактную покупку.

## Аренда автомобиля
Аренда — это договорное соглашение между арендодателем (лицом, которому принадлежит имущество) и арендатором (лицом, которое получает право использовать его в течение срока аренды). Как правило, аренда автомобиля позволяет арендатору проехать на автомобиле определённое количество километров в течение определенного количества лет. Арендатор платит фиксированный ежемесячный платеж за привилегию вождения транспортного средства, а когда аренда заканчивается, арендатор возвращает транспортное средство арендодателю. Арендные ставки основаны не только на том, сколько стоит автомобиль сегодня, потому что арендатор не покупает весь автомобиль. Вместо этого арендатор платит только за стоимость транспортного средства в течение срока аренды. Кредиторы рассчитывают арендные платежи на основе остаточной стоимости транспортного средства или того, сколько по их оценкам будет стоить автомобиль после окончания аренды

## Спотовая поставка
Спотовая поставка (англ. Spot delivery) — это термин, используемый в автомобильной промышленности, который означает поставку транспортного средства покупателю до завершения финансирования данного транспортного средства. Спотовая поставка используется дилерами в выходные или нерабочие часы, чтобы иметь возможность поставить транспортное средство, когда окончательное одобрение не может быть получено от банка. Этот метод поставки регулируется многими штатами США, и его иногда называют «продажей йо-йо» или «финансированием йо-йо».